# Llau de Prat la Vall
La llau de Prat la Vall és una llau del terme municipal de Conca de Dalt, al Pallars Jussà, a l'antic terme d'Hortoneda de la Conca, a l'àmbit de l'antic poble d'Herba-savina.
Està situada a ponent d'Herba-savina, a llevant del Serrat del Vedat. S'origina als peus de la Serra de Pessonada al sud-est de Rocalta, des d'on davalla cap a migdia, passa a ponent de la Borda de Grapes, deixant el paratge de les Salades a ponent, i la partida de Prat la Vall a llevant, i s'aboca en el riu de Carreu al capdavall d'aquests dos paratges.